# Ki–27
A Nakajima Ki–27 (九七式戦闘機; Hepburn: Kyūnana-shiki sentōki vagy 97 típusú vadászrepülőgép) (szövetséges kódneve Nate) a Japán Császári Hadsereg légierejének fő vadászrepülőgépe volt 1940-ig.

## Tervezés és fejlesztés

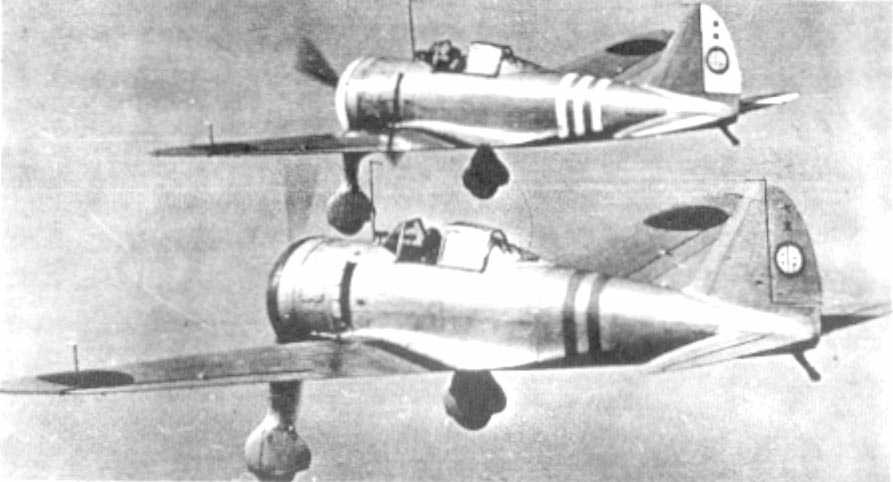
A hadsereg Akeno Repülőiskolájának Ki–27-esei, kb. 1941–42 telén

1935-ben a hadsereg tenderére a Nakadzsima, a Mitsubishi és a Kawasaki cégeket hívták meg, hogy tervezzenek alsószárnyas egyfedelű repülőgépet a Kawasaki Ki–10 kétfedelű vadászgép leváltására. Az új vadászgéptől jobb teljesítményt vártak, mint amilyen a kísérleti Mitsubishi Ki–18 típusé volt.
A pályázók a Nakadzsima Ki–27, a Kawasaki Ki–28 és a Mitsubishi Ki–33 (a Mitsubishi A5M repülőgéphordozó-fedélzeti vadászgép módosítása) voltak. A Nakadzsima konstrukciója a Ki–11 egyfedelű vadászgépén alapult, amely a korábbi tenderen alulmaradt a Ki–10-essel szemben. Amikor a japán döntéshozók túl bonyolultnak ítélték az új javaslatként benyújtott, vízhűtéses motorral és behúzható futóművel rendelkező Nakajima Ki–12 típust, a léghűtéses csillagmotorral és fix futóművel rendelkező Ki–27-est nyújtották be. A repülőgép a Nakajima típusaira jellemző egyenes belépőélű és elvékonyodó kilépőélű szárnnyal rendelkezett, hasonlóan a későbbi Ki–43, Ki–44 és Ki–84 típusokhoz.
A Ki–27 első repülésére 1936. október 15-én került sor. Habár alacsonyabb végsebességgel és rosszabb emelkedési teljesítménnyel bírt versenytársainál, a hadsereg a Nakajima gépét választotta kiemelkedő fordulékonysága miatt, amelyet a szárnyak rendkívül alacsony felületi terhelése tett lehetővé. A hadsereg egy 10 gépes előszériát (Ki–27a) rendelt további tesztelés céljából, ezek zárt pilótafülkét és nagyobb szárnyakat kaptak.
A típust 1937-ben hivatalosan rendszeresítették a hadsereg 97-es típusú vadászrepülőgépeként. A Nakadzsima mellett a Ki–27-est a Tachikawa és a Manshukoku Hikoki Seizo cég is gyártotta, 1942-ig összesen 3368 példány készült belőle.

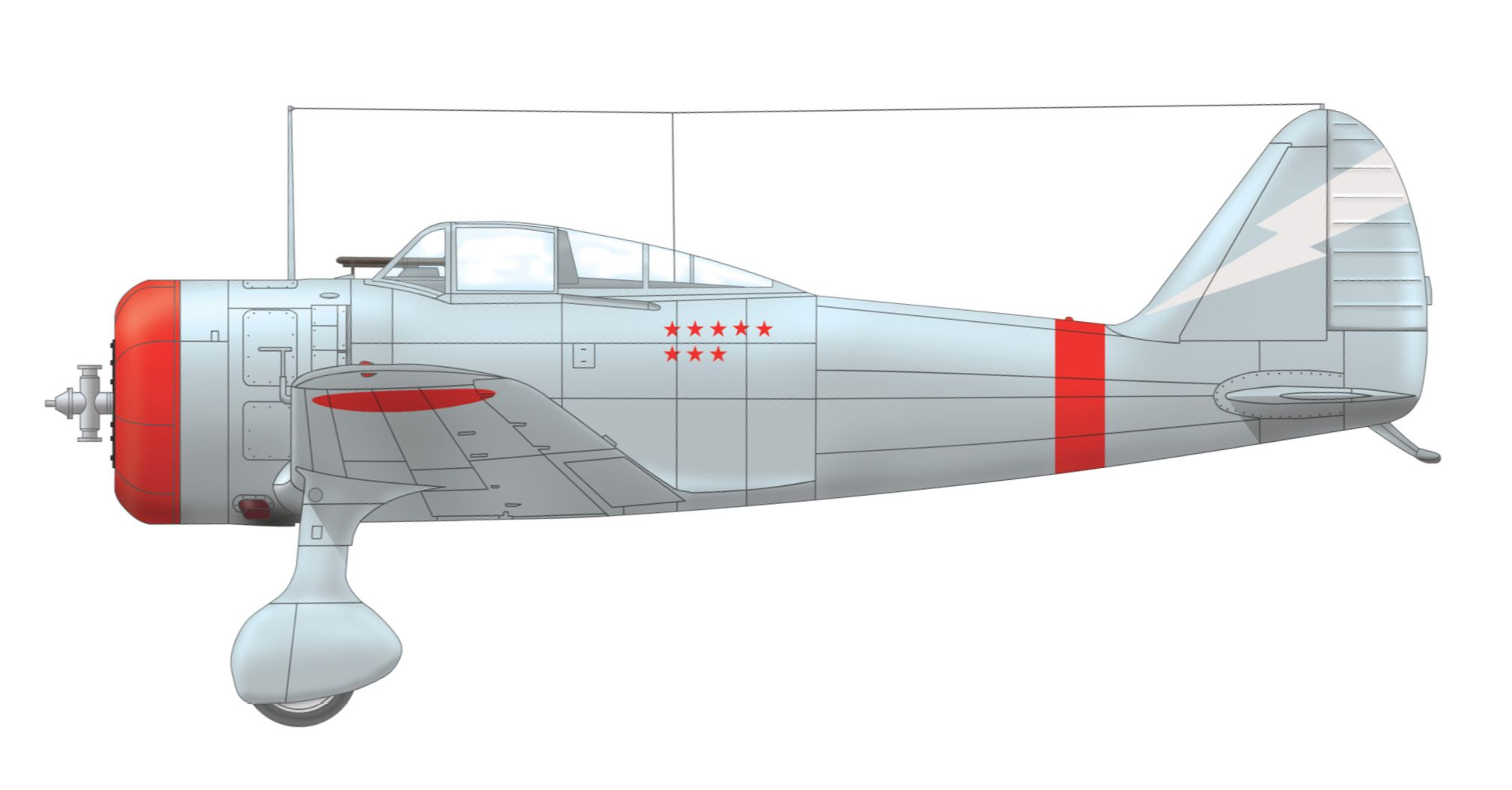
Kenji Shimada, a 11. ezred 1. százada parancsnokának Ki–27b gépe a halhin-goli csata idején,1939 júniusában

## Szolgálatban
A Ki–27 volt a Japán Császári Hadsereg légierejének alapvető vadászgépe a második világháború kezdetéig. Amikor 1938 márciusában Kína északi részén harcba vetették, a Ki–27-es kivívta a légi fölényt, és ez így is maradt, amíg a kínaiak nem rendszeresítették a gyorsabb Polikarpov I–16 vadászgépeket.

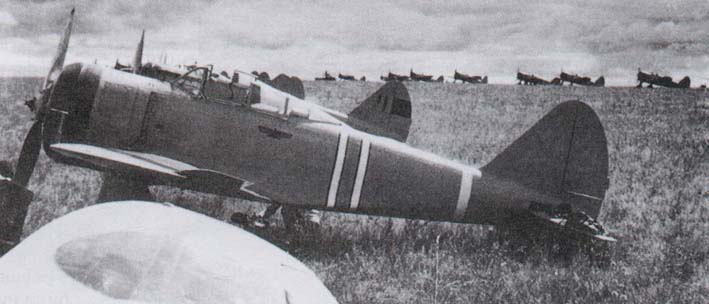
A halhin-goli csatában használt Ki–27

Az 1939-ben Mongóliában a Szovjetunió ellen vívott halhin-goli csatában a Ki–27 a I–15 kétfedelű és I–16 egyfedelű vadászgépekkel nézett szembe. A konfliktus kezdeti szakaszában teljesítménye megfelelőnek bizonyult az I–16 korai változatai ellen, és jelentősen felülmúlta az I–15-ösét. Jobban képzett pilótái révén a Ki–27-es légi fölényt vívott ki. A Ki–27 fegyverzetét két 7,7 mm-es géppuska alkotta, és a korszak legtöbb repülőgépéhez hasonlóan nem rendelkezett a pilótát védő páncéllal, öntömítő üzemanyagtartályokkal vagy az üzemanyagtüzeket oltó berendezéssel.
Később a szovjet légierő továbbfejlesztett I–16-osokat kapott, amely már tűzerőben (a két félszárnyba épített 20 mm-es SVAK gépágyúval) és páncélozásban is felülmúlta a Ki–27-est, zuhanórepülésben el tudott előle menekülni. A szovjetek új taktikát vezettek be, amely nagyméretű, szoros kötelékekben való repülésből, magasság- és/vagy sebességelőnyből történő támadásból, valamint üss és fuss (energiamanőverezéses) taktikából állt, amely sokban hasonlított a Claire Chennault által 1941-ben a Repülő Tigrisek számára (ugyancsak a japánok ellen) kidolgozott taktikához.

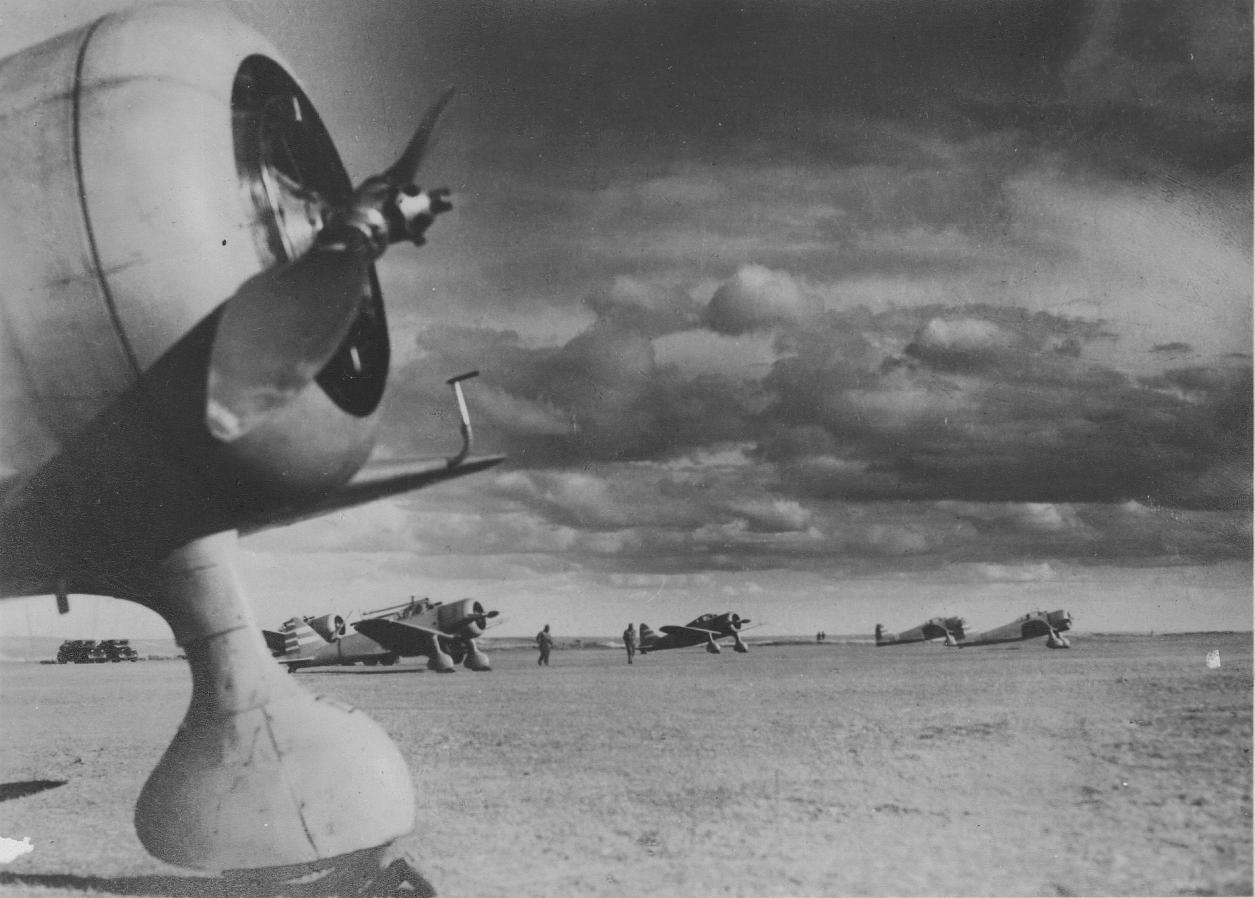
Ki–27-esek Nomonhanban, 1939-ben

A japánok veszteségei nőttek, de ennek ellenére 1340 légi győzelmet jelentettek (ami a szovjetek által beismert veszteség hatszorosa, és háromszor annyi, mint amennyi a szovjetek szerint a repülőgépeik teljes száma volt a hadszíntéren). A japán veszteségek száma 120 volt (a Ki–10-eseket is beleértve), míg a szovjetek 215 légi győzelmet jelentettek, bár a jelenlévő japán vadászgépek legnagyobb darabszáma 200 volt. (A második világháborúban a pilóták győzelmi jelentéseinek a fényképezőgép- vagy fotogéppuska-felvételek, illetve a lelőtt gépek roncsai, a többi pilóta beszámolói és a felderítési, hírszerzési információk alapján történő igazolása ellenére is mindennapos volt a lelőtt ellenséges repülőgépek számának felülbecslése, és természetesen az eredmények propagandisztikus eltúlzása is.) A konfliktus legeredményesebb pilótája és a legeredményesebb Ki–27-pilóta, egyben a japán hadsereg légierejének legeredményesebb ásza a második világháborúban Hiromichi Shinohara zászlós volt, akinek 58 szovjet repülőgép lelövését tulajdonítják (köztük egyetlen napon 11 légi győzelmet, ami japán rekord). Őt magát 1939. augusztus 27-én, több I–16-ossal vívott légi harcban lőtték le.
A Ki–27 kiváló fordulékonyságának a japán vadászpilóták általi előnyben részesítése miatt a hadsereg vezetése túlzottan is a vadászgépek manőverezőképességére fókuszált, ami a későbbiekben hátráltatta a gyorsabb és erősebb fegyverzetű típusok fejlesztését. A Ki–27 a második világháború első időszakában szolgált a csendes-óceáni harcokban, kísérővadászként részt vett a Malájföld, Szingapúr, Holland Kelet-India, Burma és a Fülöp-szigetek elleni bombázásokban (ez utóbbi hadszíntéren kezdetben rosszul szerepelt a Brewster F2A Buffalo típus ellen).